# Delegado Fábio Costa
Fabio Michey Costa Da Silva (Recife, 15 de outubro de 1980) é um delegado licenciado e político brasileiro, filiado ao Progressistas (PP). É Deputado Federal por Alagoas.

## Biografia
Delegado de Polícia, atualmente licenciado, filiou-se ao PSB em 2020 para se candidatar a vereador de Maceió nas eleições de 2020, onde foi o vereador mais votado com 12.038 votos (3,26%).
Filiou-se ao Progressistas em 2022 e foi candidato a Deputado Federal por Alagoas, onde foi eleito com 60.767 votos (3,67%).

## Desempenho eleitoral
| Ano  | Eleição              | Partido | Candidato a      | Votos  | %     | Resultado | Ref   |
| ---- | -------------------- | ------- | ---------------- | ------ | ----- | --------- | ----- |
| 2020 | Municipal de Maceió  | PSB     | Vereador         | 12.038 | 3,06% | Eleito    | [ 4 ] |
| 2022 | Estaduais em Alagoas | PP      | Deputado federal | 60.767 | 3,67% | Eleito    | [ 5 ] |